# Anagallis peploides
Anagallis peploides är en viveväxtart som beskrevs av John Gilbert Baker. Anagallis peploides ingår i släktet Anagallis och familjen viveväxter. Inga underarter finns listade i Catalogue of Life.